# Llengües otopame
Les llengües otopame són una subfamília de llengües otomang del centre de Mèxic parlades en els estats de Mèxic, Hidalgo. Constitueixen el nucli prototípio de les llengües otomang occidentals.

## Classificació
Fins al segle xx les llengües otomang occidentals no havia estat convenientment estudiades en el seu conjunt. Si bé és cert que al segle xvii ja van aparèixer alguns esbossos gramaticals de diverses d'aquestes llengües, el parentiu no va quedar clarament assentat fins a l'estudi de Jacques Soustelle cap a 1935. Orozco y Berra havia reconegut el parentiu entre el mazahua i l'otomí, Pimentelva relacionar l'otomí-mazahua amb el pame i el txitximeca-jonaz i al seu torn va relacionar aquestes llengües amb l'otomí, d'aquí el nom oto-pame. Finalment Soustelle va provar també el parentiu del matlatzinca-tlahuica amb la resta de llengües otopame.
L'otomí i el mazahua són les llengües més properes entre si, també mostren una clara relació el matlatzinca i el tlahuica, i en menor mesura que els parells anteriors les llengües pame i el txitximeca-jonaz. Les relacions lèxiques anteriors són confirmades per les similituds gramaticals. De fet, les relacions anteriors ja van ser notades per Jacques Soustelle (1937) en el primer estudi extensiu d'aquesta família, aquest autor va trobar els següents percentatges de similitud:
|          | Matlatz. | Pame   | Txitxim. |
| -------- | -------- | ------ | -------- |
| Otomí    | 58-65%   | 33%    | 21%      |
| Matlatz. |          | 26-35% | 20-25%   |
| Pame     |          |        | 32-38%   |

Una avaluació moderna, basada en la similitud lèxica, el projecte comparatiu ASJP Arxivat 2014-01-27 a Wayback Machine. que només considera que matlatzinca, tlahuica, mazahua i otomí coincideixen amb l'arbre filogenètic anterior pel que fa a aquestes llengües.

## Fonologia
Totes les llengües otopame són llengües tonals el nombre de tons sol estar entre dos i tres. En aquestes llengües els fonemes alveolars /t, d; ʦ, ʣ/ presenten al·lòfons prenasalitzats [ⁿt, ⁿd; ⁿʦ, ⁿʣ] quan a la paraula se li afegeix un prefix.

## Gramàtica
Totes aquestes llengües usen predominantment els prefixs més que els sufixos. La morfologia nominal és en general simple, sent tal vegada el punt més complex l'ús de classificadors fossilitzats en certes categories. En el pronom es distingeixen tres persones i tres nombres (singular, dual i plural). L'ordre bàsic de subjecte, verb i objecte és VSO i quant a les adposicions, només existeixen preposicions (aquestes dues característiques juntament amb l'ús preferent de prefixos, estan relacionades amb el fet que les llengües otopame solen col·locar el nucli sintàctic al principi del sintagma i els seus complements després d'aquest).
La morfologia nominal és relativament simple fent un ús limitat de la derivació i la flexió. No existeix gènere gramatical pròpiament dit, encara que en els substantius referits a persones i animals sol incloure's algun prefix per indicar sexe femení (tsu-, su-, šo-, čo-). La forma típica d'un substantiu és la següent:

{\displaystyle {\mbox{Pre}}_{1}-({\mbox{Pre}}_{2})-{\mbox{ARREL}}\,}

On {\displaystyle {\mbox{Pre}}_{1}} és un sufix flexiu obligatori que indica el nombre (diferenciant freqüentment en el singular entre [+humà] i [-humà];; {\displaystyle {\mbox{Pre}}_{2}} un possible sufix derivatiu que freqüentment és un diminutiu, o un nominalitzador (d'agent, o d'acció verbal). De vegades l'arrel és en realitat una composició de dues arrels. El verb té l'estructura:

{\displaystyle {\mbox{Subj.TAM}}-{\mbox{ARREL}}-({\mbox{Obj}})-({\mbox{Num}})\,}

On {\displaystyle {\mbox{Subj.TAM}}} és un prefix sincrètic que expressa tant la persona del subjecte com les categories TAM, {\displaystyle {\mbox{Obj}}} apareix en verbs transitius i expressa el pronom objecte, finalment {\displaystyle {\mbox{Num}}} expressa el plural de la persona subjecte. El següent quadre reprodueix els prefixos de temps i persona en mazahua, otomí i matlatzinca:
| Temps   | Persona | Mazahua  | Otomí    | Matlatzinca |
| ------- | ------- | -------- | -------- | ----------- |
| Present | 1ª      | ti-      | di-      | tu-, tuh-   |
| Present | 2ª      | ki-      | gi-      | iʔ-, ih-    |
| Present | 3ª      | y-       | yi-      | kuʔ-, kuh-  |
| Passat  | 1ª      | to-      | to-, tu- | ta-         |
| Passat  | 2ª      | gi-      | gu-      | ʔi-         |
| Passat  | 3ª      | pi-, po- | bi-, pa- | Ø           |
| Futur   | 1ª      | ta-      | gu-      | ruh-        |
| Futur   | 2ª      | te-      | gi-      | riʔi-       |
| Futur   | 3ª      | ta-      | ta-      | (ki-)ta-    |

## Comparació lèxica
Tant l'otomí, com el mazahua, el matlatzinca-tlahuica i el pame presenten una important variació interna. A partir les diferents formes poden reconstruir-se les formes del proto-otomí, el proto-mazahua, el proto-matlatzinca i el proto-pame, a continuació es dona una llista comparada de termes reconstruït per a cadascuna de les llengües otopame: 
| GLOSSA       | proto- mazahua | proto- otomí | proto- matlatzinca | proto- pame | txitximeca- jonaz | PROTO- OTOPAME |
| ------------ | -------------- | ------------ | ------------------ | ----------- | ----------------- | -------------- |
| 1            | *ndaha         | *ʔna         | *ndá               | *nda        | nãnta             | *nʔna          |
| 2            | *ye-he         | *yó-hó       | *-nó               | *nui        | ta-henes          | *yo-hũ         |
| 3            | *niʔi          | *hiũ         | *-yu/*-šu          | *-yũʔ       | ti-nʔun           | *ʔyũ           |
| 4            | *ʣi-ho         | *góhó        | *ku-nhó            | *ki-nui     | tipʔim            | *ki-hũ         |
| 5            | *ʦičʔa         | *kĭtʔa       | *kwitʔa            | *kikʔai     |                   | *kitʔa         |
| 6            | *ʔɾa-tó        | *ʔɾa-nhtó    |                    |             | *ʔna-tó           |                |
| 7            | *ye-nčo        | *yo-htó      | *ñe-nto            |             |                   | *yo-nto        |
| 8            | *ni-nčo        | *hñã-htó     | *ñe-kunhó          |             |                   | *ñuʔ+5         |
| 9            | *ʣi-nčo        | *gíhtó       |                    |             |                   | *gíntó         |
| 10           | *ye-čʔa        | *ʔɾɛtʔa      | *ndah-tʔa          |             |                   |                |
| 'cap'        | *niʔ           | *ñá (<*yã)   | *nu                | *kənaw      | ka-zã             | *yã(w)         |
| 'ull'        | *nto           | *di          | *nta               | *nta        |                   | *ntɔ           |
| 'orella'     |                | *gũ          | či                 | či          | sigã              |                |
| 'nas'        |                | *šíñũ´       | *máši              | *šiñũ(?)    | kanu              | *ší(ñũ´)       |
| 'boca'       |                | *né          | *ná                | *kVne       | ũni               | *né            |
| 'llavi'      |                | *šíné        | *šíñi              |             | ʦini              | *šíñi          |
| 'mà'         | *yeʔ           | *ʔyé         | *yé                |             |                   | *ʔyé           |
| 'peu'        | *kwa           | *gwá         | *mo                | *mokwa      |                   | *mokwa         |
| 'pell'       |                | *šipʔani     | *šipáni            | *šimpali    | ɾise              | *šipáni        |
| 'sang'       | *kʔi           | *khí         | *číhya             | *-kʔe       |                   | *kʔí           |
| 'moresc'     | *dečo          | *detã        | *datʔwi            | *tʔwã       | -zu               | *detʔwã        |
| 'truita'     |                | *hmẽ         | *mhéwi(?)          | *mẽ         |                   | *hmé-          |
| 'xili'       | *ʔi            | *ʔí          | *himí              | *-hi        |                   | *hí            |
| 'tomate'     |                |              | *de-mpa            | *(m)pay     | emba              | *(m)pa         |
| 'fesol'      |                | *khi         | čnə                | *kʔwi(?)    | kãn-kʔe           | *kʔwi          |
| 'magüey'     |                | *khwa        | šuni               | *ndoa       |                   |                |
| 'sal'        | *ʔõ            | *ʔũ          | *tʔuši             | *tʔũs       | ɾʔus              | *tʔũs          |
| 'carn'       | *n-ge          | *n-gí        | *ríní              | *mpak-(?)   |                   |                |
| 'menjar'     |                | *ʦí-         | *ʦíʦí              | *si-        |                   | *ʦí-           |
| 'sembrar'    |                | tuhu         | tuhu               | tũũ         | tu                | *tũhũ          |
| 'morir'      | ɾũ             | dũ           | *ntúwi             | *tũ         |                   | *ntũ´          |
| 'obrir'      |                | *šoki        | šóʔkí              | šoki        |                   | *šóʔkí         |
| 'gos'        |                | ʔyó          | síní               | *ndʔo-      |                   |                |
| 'cavall'     | *phari         | *phani       | *pahli             | *pahal      |                   | *phani         |
| 'serp'       |                | *kʔẽnã       | čʔíni              | čʔi         |                   |                |
| 'bosc'       |                | *za          | *nʦaa              | *ʣa         |                   | *za(a)         |
| 'flor'       |                | *dʌní        | *təni              | *ndo-ni     |                   | *n-də-ni       |
| 'terra'      | *homʔwĩ        | *hɔi         |                    | kimpo       | kumbo             |                |
| 'muntanya'   | *tʔehe         | *tʔʌhʌ       |                    | *tʔoe       |                   | *tʔiʌhiʌ       |
| 'pedra'      | *ndo           | *dó          | *nto               | *ki-nto     | ku-ɾo             | *ndó           |
| 'metate'     |                | *kʔini       | *kiní              | *kʔini      |                   | *kʔini         |
| 'sol, llum'  | *hyaɾi         | *hyádi       | *yahbi             |             |                   | *hyádi         |
| 'cel'        | *hɛ̃se          | *hẽʦʔi       |                    |             |                   |                |
| 'aigua'      | *dehe          | *déhé        | *ntá-wi            | *nte        | ku-ndi            | *n-dé-         |
| 'foc'        |                | *ʦibi        | *ʦipi              | *ʦipi       |                   | *ʦibi          |
| 'fred'       | *se(e)         | *ʦɛ´         | *ʦé                | *ʦe(e)      | se                | *ʦé            |
| 'calor, dia' | *pa            | *pa          | *pá-               | *(ma)pa     | mapa              | *-pá           |
| 'nit'        | *šõmwi         | *(n-)šũi     | *šũi               | *sãw        |                   | *šõi           |
| 'any'        | *kʔe-          | *kʔeya       | *kʔiči             | čyii        |                   | *kʔey-         |
| 'casa'       | *gũ-mwĩ        | *n-gũ        | *báʔni             |             |                   |                |
| 'dona'       | *ndi-šu        | *(ši-)ʦu-    | *šu-               | kʔuy / čuy  |                   | *ʦu            |

En la taula anterior hem escrit ⁿt, ⁿd; ⁿʦ, ⁿʣ/, però igualment podríem haver escrit t, d; ʦ, ʣ, ja que la diferència entre els dos tipus de sons és només al·lofònica, no fonèmica.